# Alexandre-Louis Varet
Alexandre-Louis Pasquier nait en 1632 à Paris et mort le 1er août 1676 est un avocat et prêtre janséniste, proche de Charles Perrault. Il est l'auteur de chroniques sur Port-Royal des Champs.

## Biographie

### Milieu et formation
Alexandre-Louis Varet nait à Paris en 1632 de Nicolas Varet, avocat de profession, et de Anne, née Charbonnier. Son père meurt neuf ans plus tard. Il est décrit comme un avocat rigoureux et intègre, et sa mère comme dévote. Sans doute entretiennent-ils des liens avec le jansénisme parisien.
Il entame tout d'abord des études de droit, dans la lignée de son père, mais un voyage à Rome en 1652 le convainc de ne pas poursuivre après sa licence et d'entamer des études de théologie. Il étudie avec passion pendant près de sept ans, officiant comme aumônier auprès des malades de l'Hôpital de la Charité de Paris. Il est ordonné prêtre en 1662.

### Retraite lors des persécutions jansénistes
Au retour de son voyage à Rome en 1653, Varet devient un proche des frères Perrault et des idées jansénistes. Varet était radicalement convaincu que la doctrine de la grâce de Saint Augustin était la doctrine de l’Église.
Le jeune roi Louis XIV mène une politique contre le parti dévot au début de son règne. Opposé à l'étranger aux Habsbourg d'Espagne et du Saint-Empire romain germanique qui encerclent la France, il poursuit les alliances historiques avec l'Empire ottoman musulman et se lie aux Provinces-Unies protestantes. Il est en outre partisan du gallicanisme. Il veut une France catholique unifiée sous ses ordres mais indépendante du pape si celui-ci soutient ses ennemis Habsbourg. Il réduit ainsi successivement à l'obéissance et à la soumission les courants dissidents : le parti dévot, les jansénistes, les libertins et les protestants. En 1661 Louis XIV impose aux religieux de signer le Formulaire d'Alexandre VII condamnant les cinq propositions de Cornelius Jansen - il vise donc à éradiquer les positions jansénistes du clergé. Alexandre-Louis Varet, inquiété, s'éloigne de Paris.

### Fin de vie
En 1671, Varet devient grand vicaire dans le diocèse de Sens. Là, il accompagne l’archevêque dans ses visites pastorales et dans la rédaction des lettres pastorales. Il reste aux côtés de l’archevêque jusqu’à sa mort en 1674. Il se retire ensuite à l’abbaye de Port-Royal ou il mourra le 1er Aout 1676.

## Œuvre
Alexandre-Louis Pasquier est auteur et traducteur de plusieurs ouvrages
- De l'éducation chrétienne des enfants, P; Promé, Paris, 1666, 400 p[6].

- Recueil de diverses retraites, F. et P. Delaulne, Paris, 1701

1. Sur la qualité d'enfants de Dieu
2. Sur l'habitude de la présence de Dieu
3. Sur le dépouillement du vieil homme

- Relation de ce qui s'est passé dans l'affaire de la paix de l'Eglise sous le pape Clément IX. avec les lettres, actes, memoires & autres piéces qui y ont rapport, Pasquier Quesnel, Provinces Unies, 1706